# Francesco I di Lorena (duca)
Francesco I di Lorena (Nancy, 23 agosto 1517 – Remiremont, 12 giugno 1545) per un solo anno fu Duca di Lorena, dal 1544 sino alla sua morte.

## Biografia
Era il figlio di Antonio di Lorena, e di sua moglie, Renata di Borbone-Montpensier. Trascorse parte della sua infanzia alla corte di Francia (lui era il figlioccio di Francesco I). Nel 1530 si decise il suo fidanzamento con Anna di Clèves, che nel 1540 sposò Enrico VIII. 

## Matrimonio e discendenza
Per mantenere l'equilibrio tra la Francia e l'Impero, per volere del padre, sposò una nipote dell'imperatore Carlo V, Cristina di Danimarca (1521-1590), figlia del Re Cristiano II di Danimarca e di Svezia e di Isabella d'Asburgo.
Le nozze vennero celebrate il 10 luglio 1541 a Bruxelles. Ebbero tre figli:
- Carlo (1543–1608), sposò Claudia di Valois;
- Renata (1544–1602), sposò Guglielmo V di Baviera;
- Dorotea (1545-1621), sposò il duca Eric II di Brunswick-Calenberg.

## Morte
Il 1540 segnò un'evoluzione nei conflitti tra i Valois e gli Asburgo: dopo la rinuncia di Francesco I dei territori italiani, il campo di battaglia tra le due parti si sposò più a nord, e il Ducato di Lorena divenne un potenziale campo di battaglia, spinse il duca a condurre una politica di neutralità.
Il 14 giugno 1544 successe al padre, continuandone la politica di neutralità tra la Francia e l'Impero. Svolse un ruolo particolarmente importante nei negoziati che hanno portato, il 18 settembre 1544, al Trattato di Crepy-en-Laonnois, ma il duca morì nove mesi più tardi, all'età di 28 anni, lasciando tre bambini, tra cui un figlio di due anni a succedergli sotto la reggenza della vedova Cristina di Danimarca e il fratello Nicola, vescovo di Metz.

## Ascendenza
|                                 |                        |                                 | Genitori                         |  |  | Nonni |  |  | Bisnonni                 |  |  | Trisnonni            |  |
|                                 |                        |                                 |                                  |  |  |       |  |  | Federico II di Vaudémont |  |  | Antonio di Vaudémont |  |
|                                 |                        |                                 |                                  |  |  |       |  |  | Federico II di Vaudémont |  |  | Antonio di Vaudémont |  |
|                                 |                        | Maria d'Harcourt                |                                  |  |  |       |  |  | Federico II di Vaudémont |  |  |                      |  |
| Renato II di Lorena             |                        |                                 |                                  |  |  |       |  |  | Federico II di Vaudémont |  |  |                      |  |
|                                 |                        | Iolanda d'Angiò                 | Renato d'Angiò                   |  |  |       |  |  |                          |  |  |                      |  |
|                                 |                        | Iolanda d'Angiò                 | Renato d'Angiò                   |  |  |       |  |  |                          |  |  |                      |  |
|                                 |                        | Iolanda d'Angiò                 | Isabella di Lorena               |  |  |       |  |  |                          |  |  |                      |  |
| Antonio di Lorena               |                        | Iolanda d'Angiò                 |                                  |  |  |       |  |  |                          |  |  |                      |  |
|                                 |                        | Adolfo di Egmond                | Arnoldo di Egmond                |  |  |       |  |  |                          |  |  |                      |  |
|                                 |                        | Adolfo di Egmond                | Arnoldo di Egmond                |  |  |       |  |  |                          |  |  |                      |  |
|                                 |                        | Adolfo di Egmond                | Caterina di Kleve                |  |  |       |  |  |                          |  |  |                      |  |
| Filippina di Gheldria           |                        | Adolfo di Egmond                |                                  |  |  |       |  |  |                          |  |  |                      |  |
|                                 |                        | Caterina di Borbone-Clermont    | Carlo I di Borbone               |  |  |       |  |  |                          |  |  |                      |  |
|                                 |                        | Caterina di Borbone-Clermont    | Carlo I di Borbone               |  |  |       |  |  |                          |  |  |                      |  |
|                                 |                        | Caterina di Borbone-Clermont    | Agnese di Borgogna               |  |  |       |  |  |                          |  |  |                      |  |
| Francesco I di Lorena           |                        | Caterina di Borbone-Clermont    |                                  |  |  |       |  |  |                          |  |  |                      |  |
|                                 | Luigi I di Montpensier | Giovanni I di Borbone           |                                  |  |  |       |  |  |                          |  |  |                      |  |
|                                 | Luigi I di Montpensier | Giovanni I di Borbone           |                                  |  |  |       |  |  |                          |  |  |                      |  |
|                                 | Luigi I di Montpensier | Maria di Berry                  |                                  |  |  |       |  |  |                          |  |  |                      |  |
| Gilberto di Borbone-Montpensier | Luigi I di Montpensier |                                 |                                  |  |  |       |  |  |                          |  |  |                      |  |
|                                 |                        | Gabriella di La Tour d'Auvergne | Bertrando V di La Tour           |  |  |       |  |  |                          |  |  |                      |  |
|                                 |                        | Gabriella di La Tour d'Auvergne | Bertrando V di La Tour           |  |  |       |  |  |                          |  |  |                      |  |
|                                 |                        | Gabriella di La Tour d'Auvergne | Giacomina dello Peschin          |  |  |       |  |  |                          |  |  |                      |  |
| Renata di Borbone-Montpensier   |                        | Gabriella di La Tour d'Auvergne |                                  |  |  |       |  |  |                          |  |  |                      |  |
|                                 |                        | Federico I Gonzaga              | Ludovico Gonzaga                 |  |  |       |  |  |                          |  |  |                      |  |
|                                 |                        | Federico I Gonzaga              | Ludovico Gonzaga                 |  |  |       |  |  |                          |  |  |                      |  |
|                                 |                        | Federico I Gonzaga              | Barbara di Brandeburgo           |  |  |       |  |  |                          |  |  |                      |  |
| Chiara Gonzaga                  |                        | Federico I Gonzaga              |                                  |  |  |       |  |  |                          |  |  |                      |  |
|                                 |                        | Margherita di Baviera           | Alberto III di Baviera           |  |  |       |  |  |                          |  |  |                      |  |
|                                 |                        | Margherita di Baviera           | Alberto III di Baviera           |  |  |       |  |  |                          |  |  |                      |  |
|                                 |                        | Margherita di Baviera           | Anna di Braunschweig-Grubenhagen |  |  |       |  |  |                          |  |  |                      |  |
|                                 |                        | Margherita di Baviera           |                                  |  |  |       |  |  |                          |  |  |                      |  |